# 自動車のレイアウト
自動車のレイアウト（じどうしゃのレイアウト、Automobile layout）は、自動車でのパワートレインとドライブトレインの配置である。

## 概要
エンジンの置き場所、駆動輪の場所、車軸にかかるエンジン重心の位置により区別される。レイアウトはおおまかに、前輪駆動、後輪駆動、四輪駆動という3つのカテゴリーに分類することができる。エンジンの場所と駆動輪の様々な組み合わせが見られ、それぞれの場所はその車両が使用されることになる用途に依存する。
雪、泥、砂利、濡れた舗装路などでは、かじ取り用の車輪が駆動輪でもあるフロントエンジン・前輪駆動（FF）車のほうがフロントエンジン・後輪駆動（FR）車よりも一般に優れる。リアエンジン・後輪駆動（RR）とリアミッドシップエンジン・後輪駆動（RMR）のレイアウトは、重いエンジンを駆動輪上に配置することにより、トラクションを得ている。加速時に生じる後方への重心移動で前輪への荷重が減り、前輪の路面グリップ力が減衰することから、エンジン出力の大きい車では、FFレイアウトが使われることは少ない。電子的なトラクションコントロールシステム (TCS) を使用することにより車輪の空転（ホイール・スピン）を抑えることができるが、一方で出力の損失も大きい。
ハイブリッドカーでは内燃機関による動力を前輪、電気モーターによる動力を後輪に伝達することも可能である。
電気自動車ではインホイールモーターも可能である。

## 前輪駆動配置

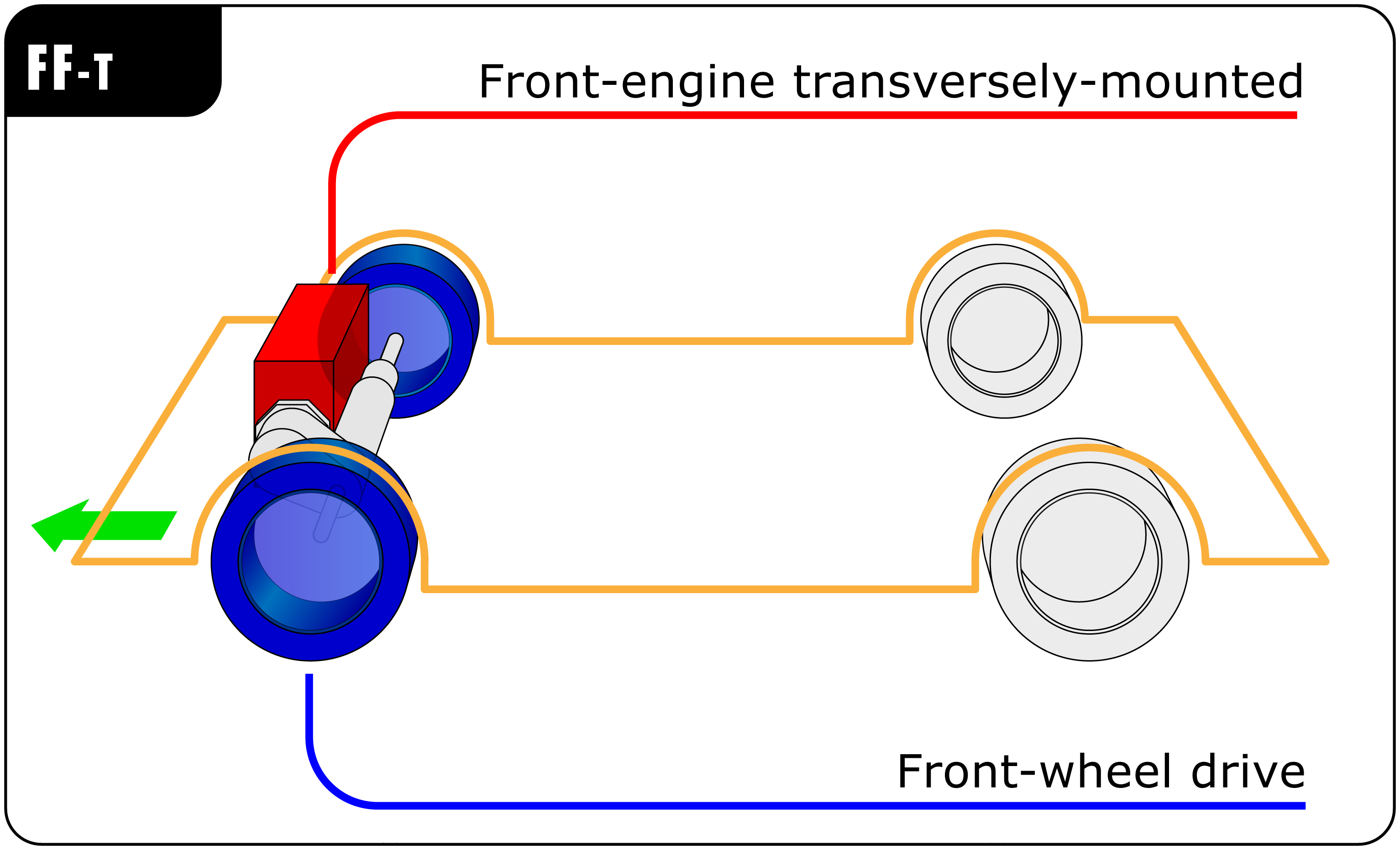
FF配置

### フロントエンジン・前輪駆動
「front-engine, front-wheel drive layout（フロント＝エンジン、ホイール・ドライブ・レイアウト）」は、その頭文字をとってFFともいわれる。日本では一般に『フロント・エンジン、フロント・ドライブ』と解説され、"FF" という表現がもっとも一般的である。FFは車両前方に内燃機関および駆動される車輪が配置される。車両前部以外の部分を自由に利用できるため、一般に車内空間が狭い小型車両に用いられる。20世紀末以降の車で最も一般的なレイアウトである。前置きエンジン・後輪駆動（FR）に比べてドライブシャフトが通る中央部分のトンネルを必要としない

### ミッドエンジン・前輪駆動
1930年代の一部の初期前輪駆動車は、車両の中央に置かれたエンジンを持つ。

### リアエンジン・前輪駆動
後ろ置きエンジン・前輪駆動配置は、エンジンが後輪の間、あるいはその背後に置かれ、ドライブシャフトを介して前輪を駆動する。従来型の前置きエンジン・後輪配置と前後逆転した配置である。このレイアウトは試作品およびコンセプトカーでのみ使用されている。荷役車両まで拡張するとフォークリフトなどでは標準的レイアウトであり、第二次世界大戦期の戦車の駆動輪でもよく見られた。

## 後輪駆動配置

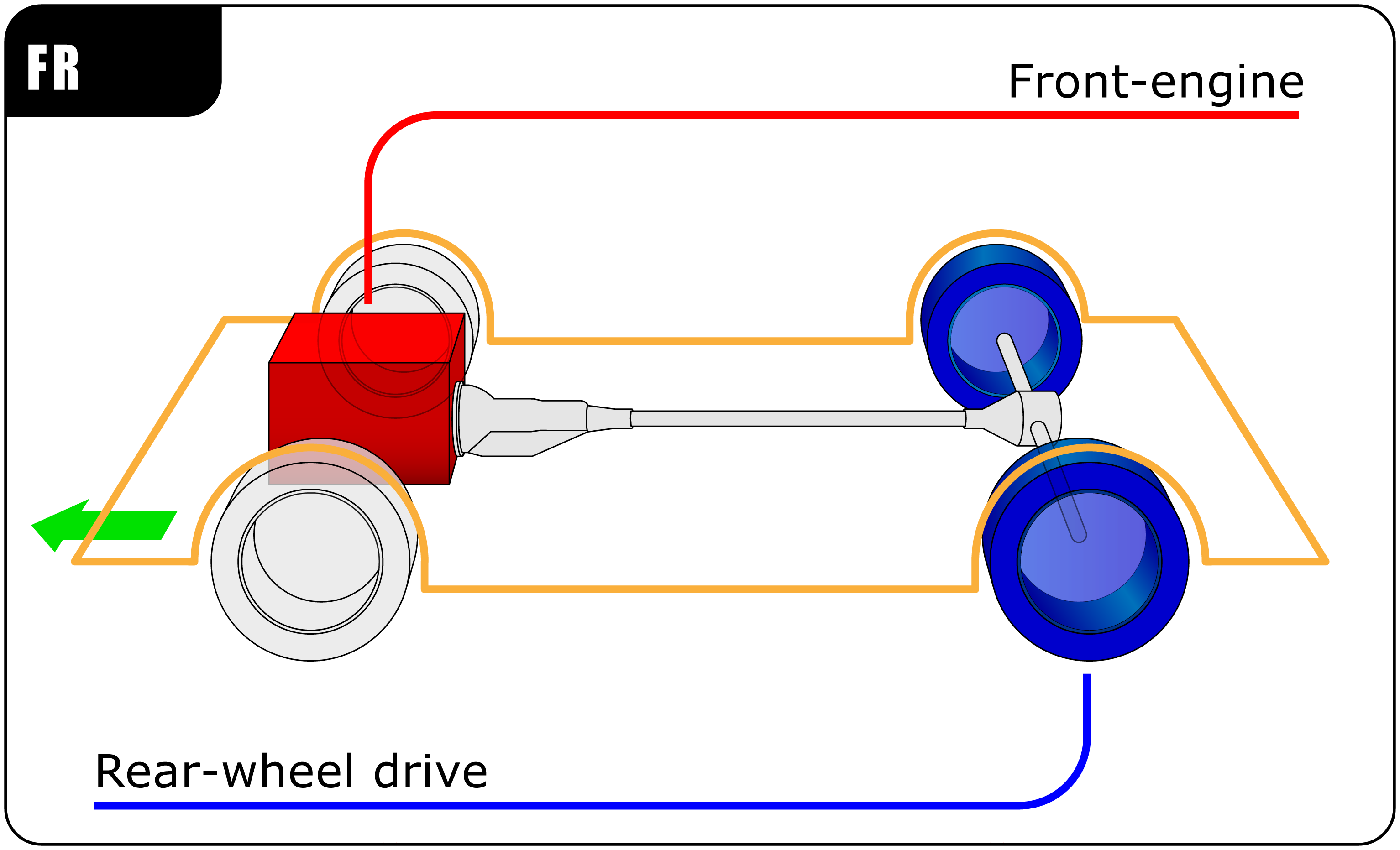
FR配置

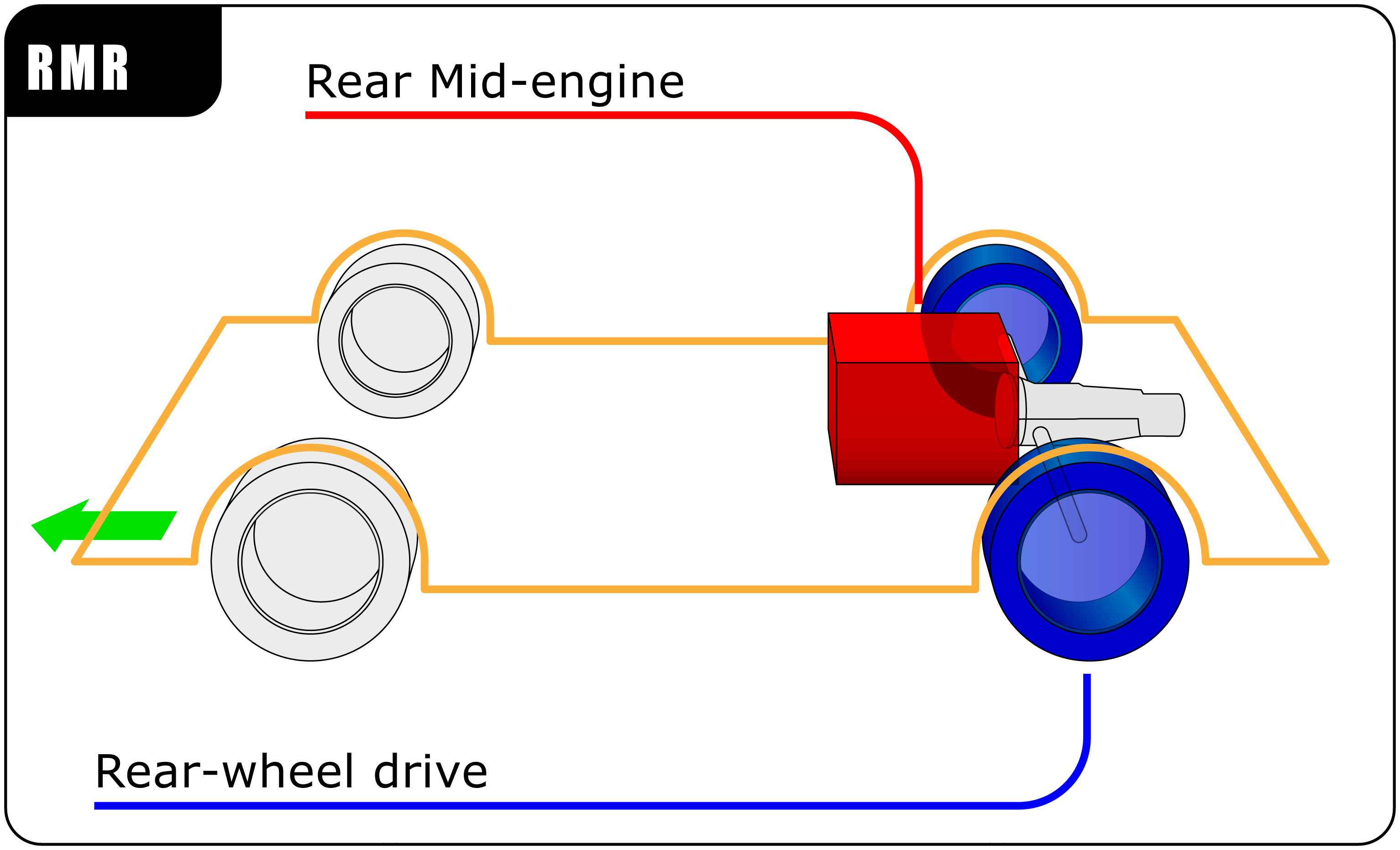
MR配置

### フロントエンジン・後輪駆動
「front-engine, rear wheel drive layout（フロント＝エンジン、リア＝ホイール・ドライブ・レイアウト）」は、その頭文字をとってFRともいわれる。日本では一般に『フロント・エンジン、リア・ドライブ』と解説され、"FR" という表現がもっとも一般的である。エンジンは車両の前部に置かれ、駆動輪は後部に置かれる。これは20世紀のほとんどの期間での伝統的な自動車のレイアウトであり、後輪駆動車のための最も一般的なレイアウトとして残っている。

### ミッドエンジン・後輪駆動
中置きエンジン・後輪駆動（MR）配置は、後輪がそれらのすぐ前、客室の後方に置かれたエンジンによって駆動される。エンジン後ろ置きのRRレイアウトとは対照的に、エンジンの重心は後車軸の前にある。このレイアウトはその低い慣性モーメントと相対的に望ましい重量配分のために通常選択される。
「Rear mid-engine, rear-wheel drive layout（リア・ミッド＝エンジン、リア＝ホイール・ドライブ・レイアウト）」は、その頭文字をとってRMRともいわれる。RMRはエンジンの重心が後輪車軸前方にあり、一般的にミッドシップ・レイアウトまたはMRといわれる。
「Front mid-engine, rear wheel drive layout（フロント・ミッド＝エンジン、リア＝ホイール・ドライブ・レイアウト）」は、その頭文字をとってFMRともいわれる。FMRはエンジンの重心が前輪車軸後方にあることがFRと異なる。

### リアエンジン・後輪駆動
「Rear-engine, rear-wheel drive layout（リア＝エンジン、リア＝ホイール・ドライブ・レイアウト）」は、その頭文字をとってRRともいわれる。日本では一般に "RR" または『リア・エンジン、リア・ドライブ』と解説される。MRレイアウトと対照的に、エンジンの重心が後車軸とリアバンパーの間にある。低床バスでドライブシャフトを取り除くことができるため乗り合いバスおよび長距離バスでよく見られるものの、このレイアウトは乗用車ではますます珍しくなってきている。ポルシェ・911は1963年からRR配置を使い続けていることで著名である。

## 四輪駆動配置

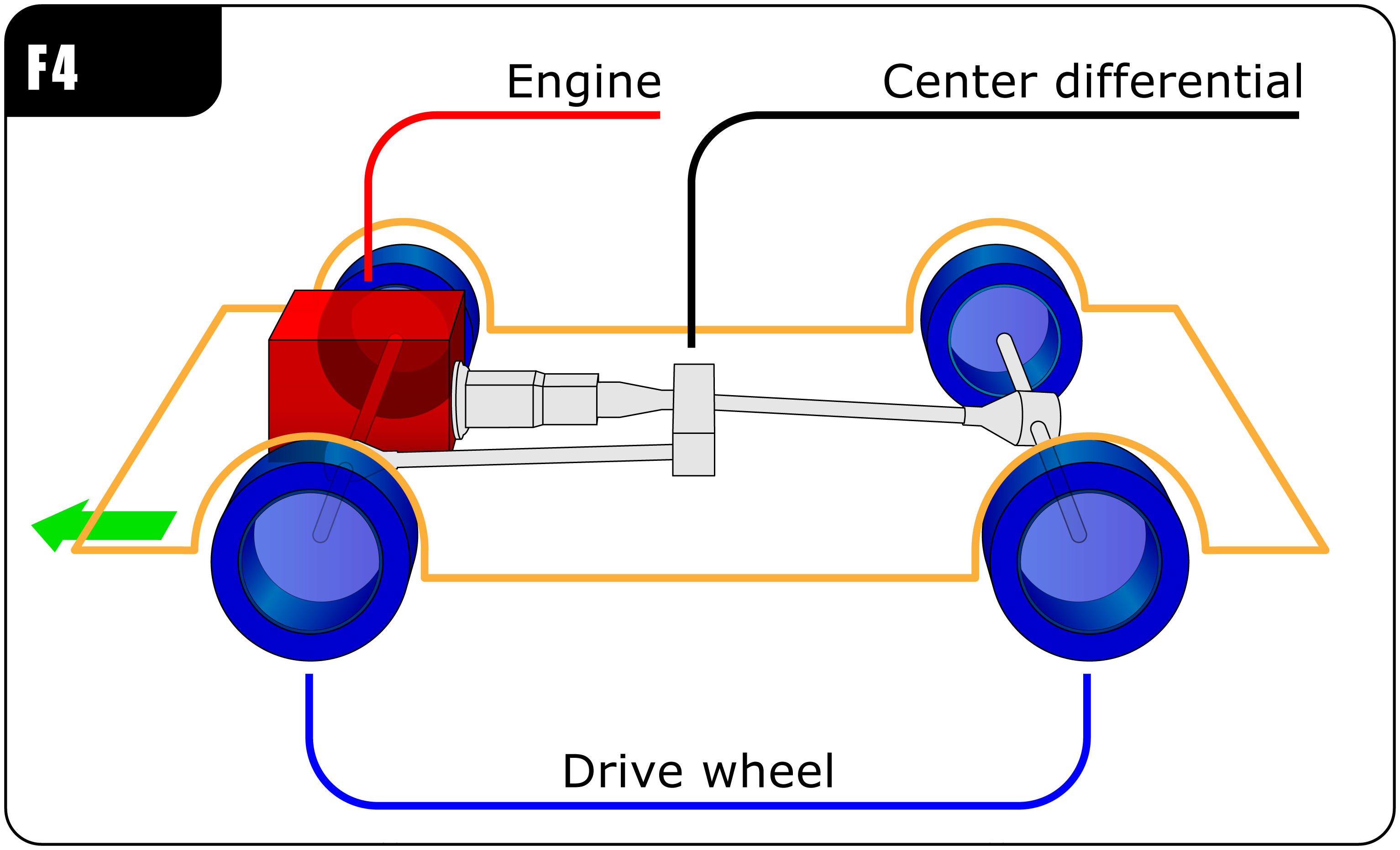
F4配置

出力を4つ全ての車輪に送ることができる駆動系は四輪駆動（four-wheel drive、4WD）または全輪駆動（all-wheel drive、AWD）と呼ばれる。

### フロントエンジン・四輪駆動
フロントエンジン・四輪駆動（F4）配置は、エンジンを車両の前部に置き、4つ全ての車輪を駆動する。この配置は多くの路面状況においてより良い制御のために通常選択され、ラリー競技やオフロード走行の重要な要素である。
多くの四輪駆動レイアウトはエンジン前置きである。

### ミッドエンジン・四輪駆動
ミッドエンジン・四輪駆動（M4）配置は、エンジンを車両の中央、前後の車軸の間に置き、4つ全ての車輪を駆動する。
「ミッド・エンジン」という用語はエンジンの重心が前車軸と後車軸の間にあるようにエンジンが置かれることを意味しうるものの、大抵はエンジンが客室の後方にあるスポーツカーやレーシングカーに使われる。エンジン出力は車の中央にあるデファレンシャル（差動装置、デフ）へと送られ、デフは、M4レイアウトの場合、前車軸と後車軸の両方に出力を配分する。

### リアエンジン・四輪駆動
リアエンジン・四輪駆動（R4）配置は、エンジンを車両の後部に置き、4つ全ての車輪を駆動する。
このレイアウトは、リアエンジン・後輪駆動（RR）配置を使う既存の車両設計のトラクションあるいはハンドリングを改善するために通常選ばれる。例えば、ポルシェ・911は1989年に既存の後輪駆動モデルのラインナップに全輪駆動モデルを追加した。